# حكومة جنوب روسيا الثانية
حكومة جنوب روسيا الثانية (بالروسية: Правительство юга России) كانت حكومة تتبع الحركة البيضاء أنشئت في سيفاستوبول بشبه جزيرة القرم في أبريل من العام 1920.
كانت هذه الحكومة هي خلف لحكومة جنوب روسيا الأولى التي قادها الجنرال أنطون دينيكين (Южнорусское Правительство) والتي أنشئت في فبراير 1920.
الحاكم كان بيوتر رنجل في حين كان رئيس الحكومة هو نفسه رئيس مجلس الوزراء، ألكسندر كريفوشين، مع تعيين بيوتر بيرنغاردوفيتش وزيرًا للخارجية. اعتمدت الحكومة رسميا اسم" حكومة جنوب روسيا "في 16 أغسطس 1920، وقد سيطرت على محافظة تافاريشيسكا التي كانت تتبع الإمبراطورية الروسية السابقة، أي شبه جزيرة القرم والمناطق المجاورة من البر الرئيسي.
تلقت حكومة جنوب روسيا المساعدة من دول الحلفاء بما في ذلك فرنسا (التي اعترفت بها في أغسطس 1920) والولايات المتحدة، وكذلك من بولندا المستقلة حديثًا. ومع ذلك، تلقص الدعم الأجنبي تدريجيًا حتى فشلت الهجمات التي شنتها قوات جنوب روسيا المسلحة السابقة وجيش التطوع، الذي أُطلق عليه اسم الجيش الروسي، في شمال تافاريشيسكا.
في أوائل نوفمبر، ومع عملية بيريكوب تشونغار، حقق البلاشفة انتصاراتًا حاسمة حيث دخلوا القرم. بعدها انسحبت الحكومة من عدة مواقع، حيث خسرت في النهاية.

## وصلات إضافية
- 1920-08-11 - تاريخ أمريكا - الاعتراف الفعلي بحكومة جنوب روسيا في مكتبة الكونغرس.
- 1920-08-11 - صورة حكومة جنوب روسيا نسخة محفوظة 16 أبريل 2013 at Archive.is at the encri.ru historical wiki.
- بحث حكومة روسيا نسخة محفوظة 25 مارس 2013 على موقع واي باك مشين. على russia.search-government.com.